# ドミトロフスク

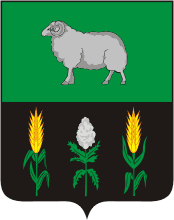
ドミトロフスクの紋章

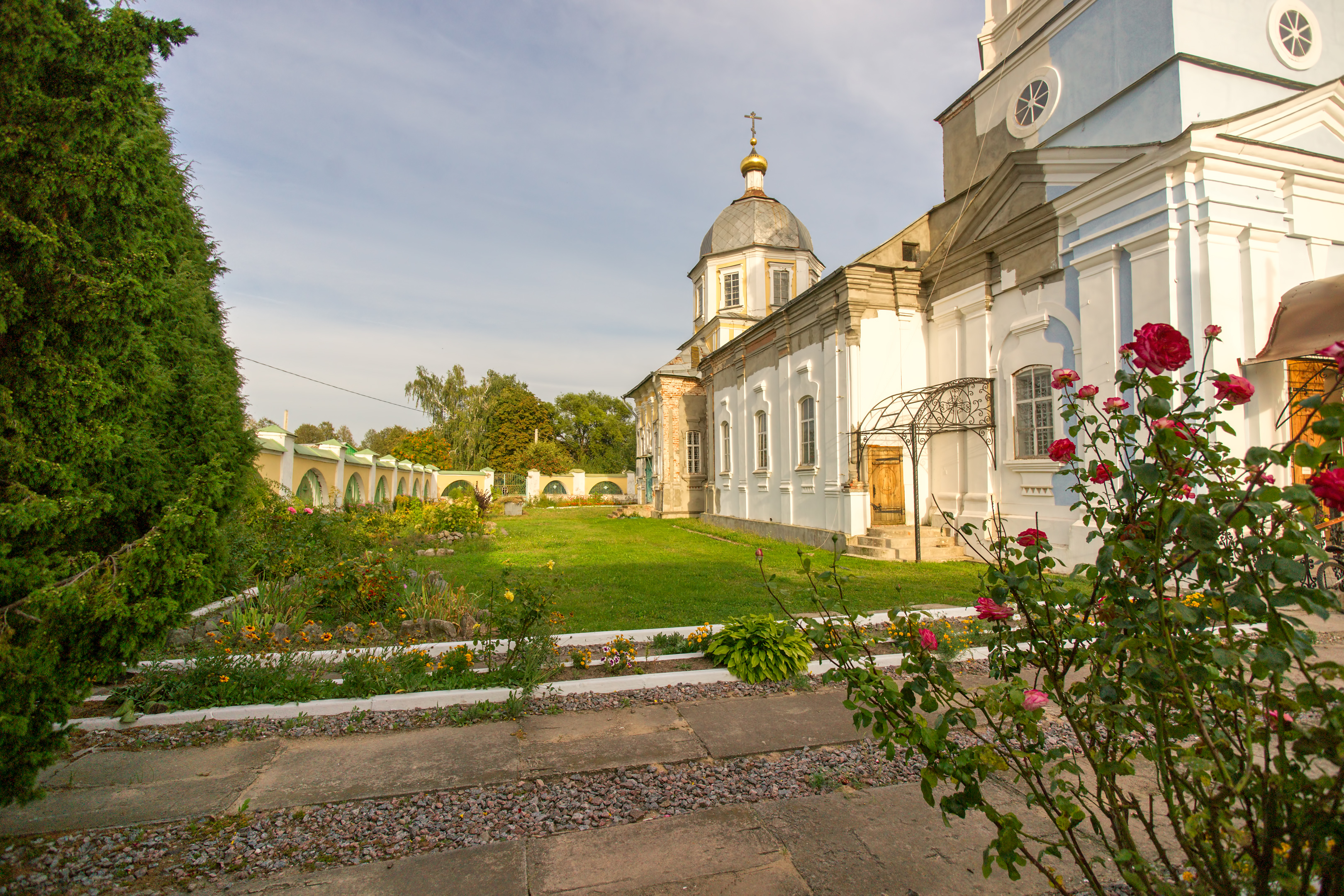

ドミトロフスク（ロシア語: Дмитровск, Dmitrovsk）は、ロシアのオリョール州にある町。人口は5,202人（2021年） 。モスクワから南西へ400km、州都オリョールから南西へ80km。オブシチェリツァ川（Общерица）の河畔にあり、この川がドニエプル川水系のデスナ川の支流・ネルッサ川（Неру́сса）に合流する地点のすぐ上流に町がある。

## 歴史
1711年、ドミトリー・コンスタンチノヴィチ・カンテミール公は、皇帝ピョートル1世から賜った領地に自分の名をつけた集落・ドミトリエフカ（Дми́триевка）を建てた。聖堂が建てられた後、ドミトリエフカは村（セロー）の地位を与えられドミトロフカ（Дмитровка）と改名された。1782年に市となっている。
1929年、クルスク州のドミトリエフ＝リゴフスキーやモスクワ州のドミトロフなどよく似た名前の都市と区別するため、「オリョール州の」という接尾辞をつけてドミトロフスク＝オルロフスキー（Дмитровск-Орловский）と改名された。独ソ戦中の1941年10月2日にドイツ国防軍に占領され、1943年8月12日に赤軍により解放されたが、ドミトロフスクは大きく破壊された。
2005年、ドミトロフスク＝オルロフスキーは元の地名であるドミトロフスクに再度改名されている。

## 経済・観光
ドミトロフスクには繊維業や食品工業のほか、アスファルト工場やレンガ工場がある。